# Літній театр (Одеса)

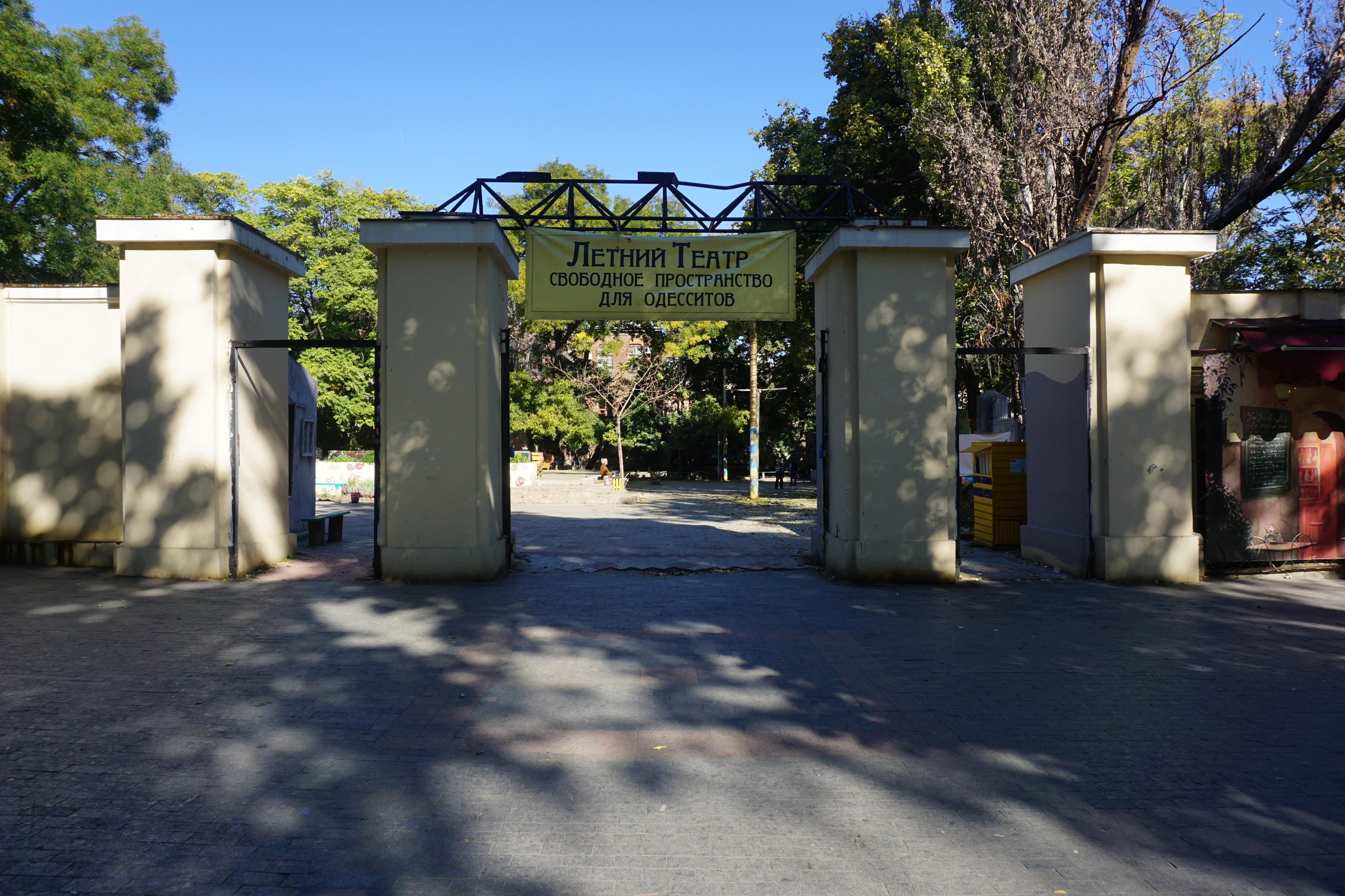
Фото входу в Літній Театр

Літній Театр — частина Міського саду, скверу-пам'ятки садово-паркового мистецтва (відповідно до Наказу Міністерства культури і туризму України від 20 червня 2008 р. № 728/0/16-08, що перебуває під охоронною держави).

## Історія
Літній театр історично є частиною Міського саду. З моменту заснування міста тут була зелена зона закладена засновниками міста в середині XIX століття тут влаштувалося товариство з сільського господарства, потім територія була в оренді у різних власників, а вже в 1920-х роках тут був влаштований Літній театр філармонії. Він проіснував до 1990-х коли споруди на території були продані в приватну власність, а земля під ними була віддана в довгострокову оренду. Після цього, територія і стала закритою для одеситів.

### Хронологія розвитку
1795 р. брати де Рибас починають засаджувати майбутній сад. Частина дерев отримують із Софіївського парку.
1806 р. Фелікс де Рибас дарує в «довічне користування» свій сад міській громаді.

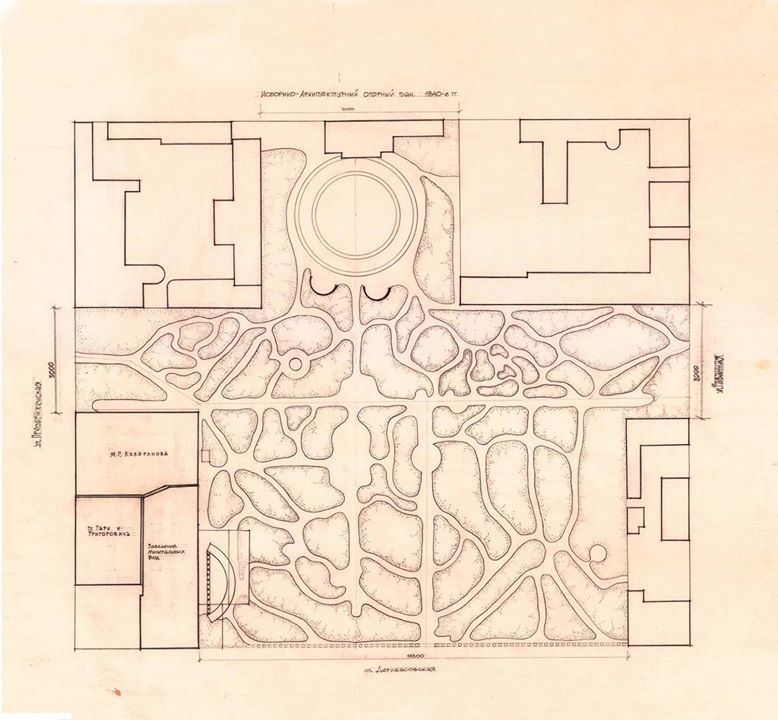
План Міського Саду на 1848 р.

1850-ті рр. Міська Рада передає в оренду Товариству сільського господарства територію Літнього. Біля входу в будівлю суспільства поставили бюст Церери, богині врожаю і родючості.
1868 р. Одна будівля і частина території товариства с/г здається в оренду рестораторові А. Ф. Алексєєву, власнику ресторану в готелі «Європейський» (перебувала на місці наукової бібліотеки). Він відкриває тут чайний трактир, пивну залу, тир і більярд.
1872 р. На території Літнього встановлено пам'ятник В. П. Скаржінському. Одному з представників Товариства сільського господарства.
188х р. Частина території Літнього знаходилась в оренді у відомого одеського пивовара Фрідріха Енні. Незабаром він тут влаштовує кафе-шантан. Ставлення жителів до такого використання  цього простору дуже неоднозначна.
1879 р. Було подано на розгляд проект інженера Грінберга про заснування торгового пасажу на третині площі Міського саду. Проти виступає онук Фелікса де Рібаса-Михайло, а також громадськість.
1906 р. Міська влада спробувала побудувати ратушу на місці Міського саду, було навіть отримано згоду спадкоємців де Рибаса. Проте спроба зустріла жорсткий опір жителів.

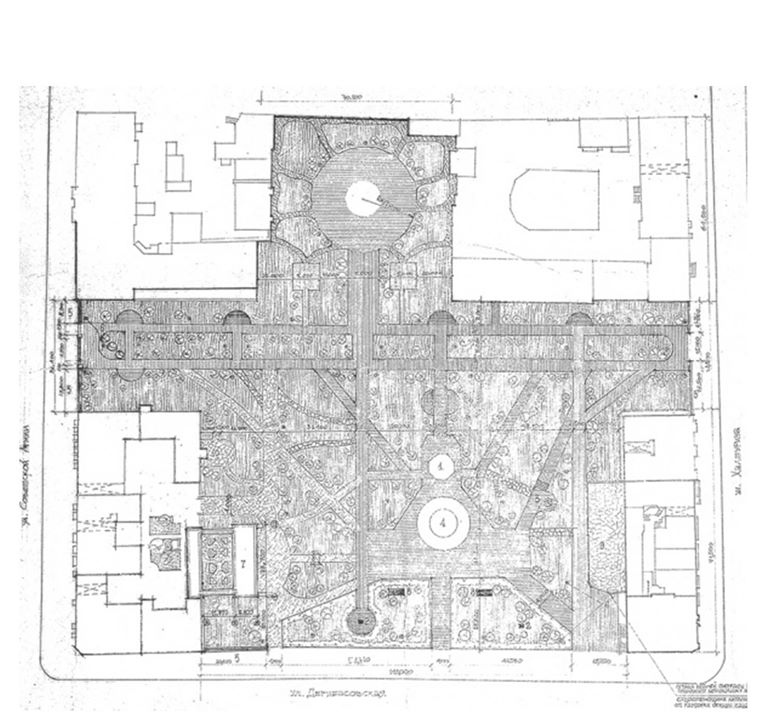
План Міського Саду на 1990 р.

192? р. Після остаточного становлення радянської влади на основі кафе-шантану у «Відділенні міського саду» організовують Літній театр Одеської Філармонії.
1949 р. За проектом архітектора Володимирської проводиться реконструкція Літнього театру
199х р.Театр переживає занепадає. Територія закривається на ворота.
2003 р. Будівлі колишнього Літнього театру продають приватній особі, проте земля залишається у власності міста.
Грудень — 2016 р. Земля здається в оренду на 49 років для експлуатації театрально-торгово-розважального комплексу.
Жовтень — 2017 р. Громадськість виходить на масову акцію протесту проти будівництва ТТРЦ, зняті ворота, простір відкрито для громади, проте жоден дозвільний документ не скасований.
2018 — 2019 р-ки. Силами одеситів простір відновлюється, йдуть судові процеси з забудовником.

## «Битва за Літній Театр»
Саме так українські ЗМІ охрестили події під час акції протесту в Міському саду, на яку вийшли одесити. 18 листопада 2017 року, декілька тисяч одеситів вийшли на захист Літнього театру від забудови, незважаючи на те, що представник забудовника заявляв, що ніякого будівництва вести не збирається. Однак, всі дозвільні документи були отримані, а проект майбутнього ТРЦ розроблений. За декілька днів до цього, 14 листопада у Міському саду відбулася менш масова акція протесту. Представники націоналістичних організацій міста Одеси відвідали департамент екології, де було висловлено протест проти вирубки дерев, а потім вчинили спробу відкрити ворота Літнього Театру. Однак за його воротами перебували працівники однієї з приватних охоронних фірм Одеси, а поліція вишикувавшись в шеренгу і не пустила мітингувальників всередину.
Проте, вже 18 листопада, під воротами Літнього, одесити зібрались на наймасовішу за останній час акцію протесту чисельністю близько тисячі жителів, які взяли з собою безліч плакатів різного гумористичного та серйозного змісту. Цього дня в Міському саду було справді дуже людно. Важливо наголосити на тому, що крім активістів еко-захисних організацій та представників націоналістичних формувань міста Одеса, які зазвичай
беруть участь у всіх мітингах в місті, сюди прийшло безліч тих, хто не звик брати участь у протестах, однак вважає цю ситуацію дуже важливою для міста.
На жаль, через спроби працівників Національної поліції України спровокувати конфлікт, в ході проведення мирної акції постійно спалахували бійки між демонстрантами та поліцейськими, що були явно не на стороні одеситів. Мітингувальники зайшли всередину, проте на цьому акція не завершилась. Одесити пам'ятали події 2016 року: тоді ворота відкрили на початку літа, однак після закінчення туристичного сезону вони були знову зачинені. Тому було прийнято рішення зняти ворота, щоб зачинити цю частину Міського саду більше не було можливості. Демонтовані ворота віднесли під Міську Раду, залишивши таким чином зрозумілий знак чиновникам.

## Документальна база
Статус території станом на грудень 2018 року:
- будівлі знаходяться в приватній власності у СП «СОЛІНГ», згідно з договором купівлі-продажу № 4187 від 04.07.2003 р. За словами директора СП «Солінг» загальна вартість цих споруд складає 65000 $.
- земля знаходиться в комунальній власності, і віддана в оренду на 49 років СП «СОЛІНГ», згідно з договорм оренди № 3215 від 23.12.2016 року. Ціна оренди -1,5 млн гривень в рік.
- цільове призначення землі: 03.15. Для будівництва та обслуговування інших будівель громадської забудови.
- вид використання землі: для експлуатація та обслуговування театрально-торговельно-розважального комплексу

Забудовник отримав:
- Містобудівні умови та обмеження на будівництво адміністративного будинку з допоміжними приміщеннями та інфраструктурою для відпочинку. У проекті забудовується вся територія Літнього торговельно-розважальним коплексом на 8 поверхів.[1]
- Схвальний висновок експертів[2]
- Дозвіл на будівництво[3]
- Акт обстеження зелених насаджень, що підлягають видаленню[4]. Згідно цього акту вирубці підлягали всі 109 дерев, що розташовані на території Літнього театру, вік багатьох з них може досягати 80 років. А також підрахунок штрафу на 327тис грн.

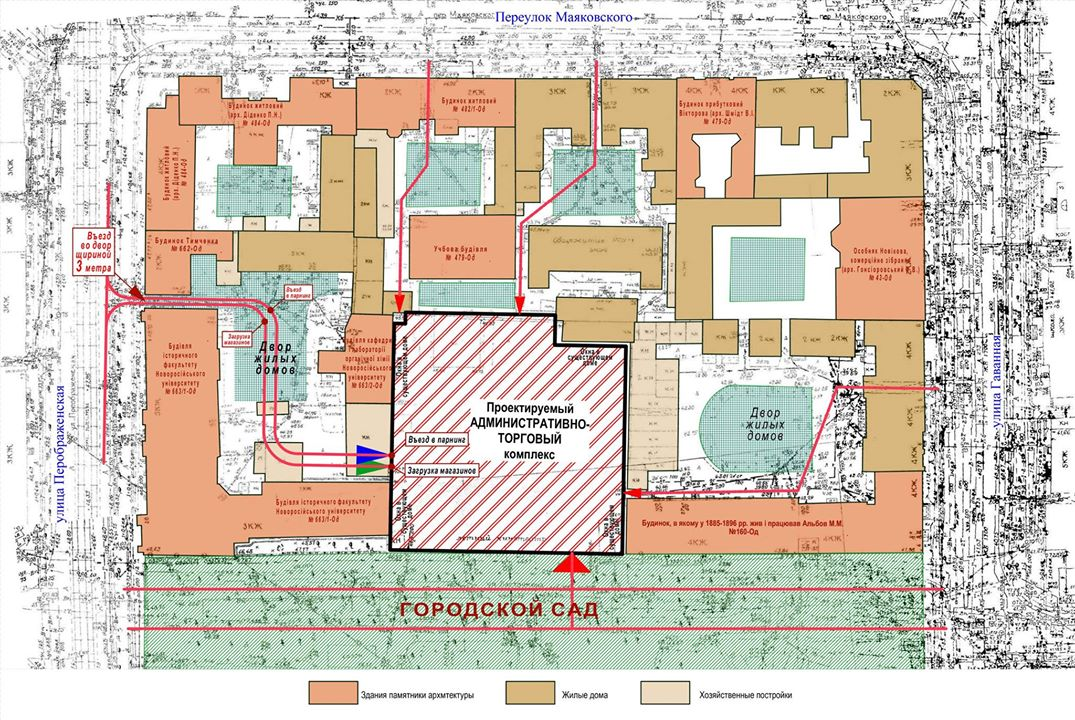
Аналіз генерального плану Літнього Театру

- Дозвіл на порушення благоустрою[5]. Станом на грудень 2018 року, строк вже минув.

Єдина відмова у дозволі на будівництво була отримана від Міністерства культури. Вона була обґрунтована тим, що навколо Літнього розташований ряд пам'ятників архітектури, в охоронних зонах яких розташована його територія. Варто зазначити, що дозвіл на будівництво не могло бути видано без дозволу від Міністерства культури у зв'язку із цим спір вирішується в суді. Дозвіл на будівництво призупинено.
Єдина відмова у дозволі на будівництво була отримана від Міністерства культури. Вона була обґрунтована тим, що навколо Літнього розташований ряд пам'ятників архітектури, в охоронних зонах яких розташована його територія.
Варто зазначити, що дозвіл на будівництво не могло бути видано без дозволу від Міністерства культури і у зв'язку із цим спір вирішується в суді. Дозвіл на будівництво призупинено.

## Містобудівна документація
А що каже містобудівна документація? На рівні міста вона представлена 3-ма документами: Генеральний план, Зонінг, Детальний план території та Історико-архітектурний опорний план.
- Згідно з Генереальним планом Одеси, територія Літнього це зона громадської та житлової забудови:
- Зонінг каже, що це не Міський сад (Р-1, рекреаційна зона природно-заповідного фонду), а рекреаційна зона територій із зеленими насадженнями загального користування (Р-3).
- Детальний план території не затверджувався.
- В історико-архітектурному опорному плані кордону Міського саду не окреслені.

Важливим є те, що 24.11.2017 на засіданні Консультативної ради з питань культурної спадщини Одеської області кордони Міського саду були уточнені, і Літній театр був включений у його склад. Це означає, що Літній театр це частина пам'ятника садово-паркового мистецтва, пам'ятки архітектури і містобудування Міський сад. І режим використання території це — Р-1, рекреаційна зона природно-заповідного фонду.
Це означає, що тут можуть бути тільки: «.. об'єкти, території яких включені до переліку ПЗФ та існували на момент розроблення Зонінгу». Тобто, ніяк ТРЦ, і взагалі капітальних споруд, окрім тих, що існували. Але і ті «потребують спеціального дозволу або погодження».
Перелік того що допускається в зоні Р-1: 1) бігові доріжки; 2) велосипедні доріжки; 3) пункт Першої медичної допомоги; 4) пункт прокату спортивного інвентарю; 5) квітники, газони; 6) малі архітектурні форми декоративного та технологічного призначення; 7) скульптурні композиції, об'єкти декоративного та монументального мистецтва. 8) водні поверхні. 9) інженерне облаштування, інженерні та комунальні споруди місцевого значення.
В ІАОП Одеси вказано, що «На всіх територіях зони охоронюваного ландшафту забороняється будівництво капітальних будівель, споруд.. та інші будівельні і земляні роботи, не пов'язані з охороною, регенерацією та відновленням охоронюваного ландшафту..».

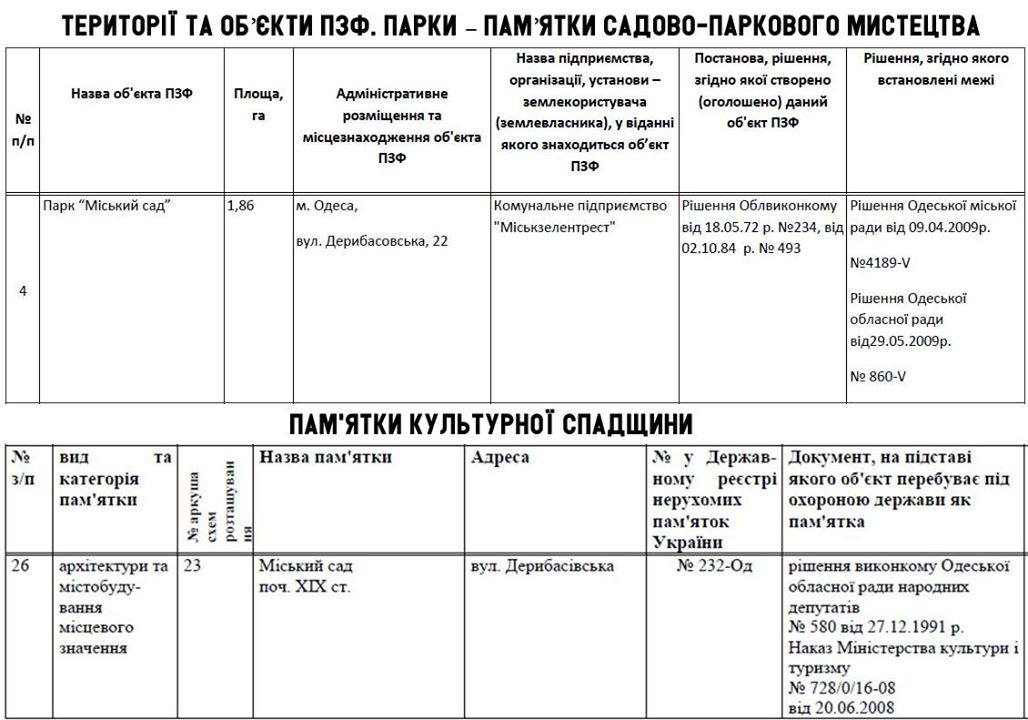
Документи що підтверджують правовий статус Міського Саду

Можна зробити висновок, що обурення людей проти забудови було виправданим, оскільки в містобудівній документації було допущено низку неточностей, а влада та забудовником ними вдало маніпулювали, що мало не коштувало нам ще однієї втраченої зеленої зони. Захисним фактором Літнього Театру від забудови є його прийняття до складу Міського Саду і присвоєння статусу природно-заповідного фонду. Однак забудовник від своїх планів не відмовився та відстоює свої інтереси у суді.

## Процеси з повернення простору Літнього Театру у власність громади міста
На найближчий апаратній нараді після мітингу який пройшов 18 листопада 2017 року в Міській раді виступили Владислав Балінський та Світлана Подпалая. Ними були висунуті вимоги щодо розірвання договору оренди з СП «Солінг», поверненню території у власність громади, та відновлення території за рахунок міського бюджету. Всі вимоги підкріплені підписами трьох тисяч одеситів. Було висловлено що громадськість не допустить будівництва, і що на цій території має бути або продовження міського саду, або громадське місце для відпочинку влітку.
На сесію міської ради 14 грудня 2017 року було винесено депутатський запит від Ольги Квасницької, про збереження Літнього театру в межах міського саду і уточнення його меж. До того ж було зібрано більше 3-х тисяч підписів одеситів на підтримку цього рішення. Результати голосування: ЗА-10. НЕ ГОЛОСУВАЛО-50. РІШЕННЯ НЕ ПРИЙНЯТО.
Крім цього, на цю сесію Лілія Леонідова планувала подати проект рішення про скасування дозволу на землевідведення. Однак він був знятий автором, через ризик подальшого узаконення цим забудови за рішенням суду.

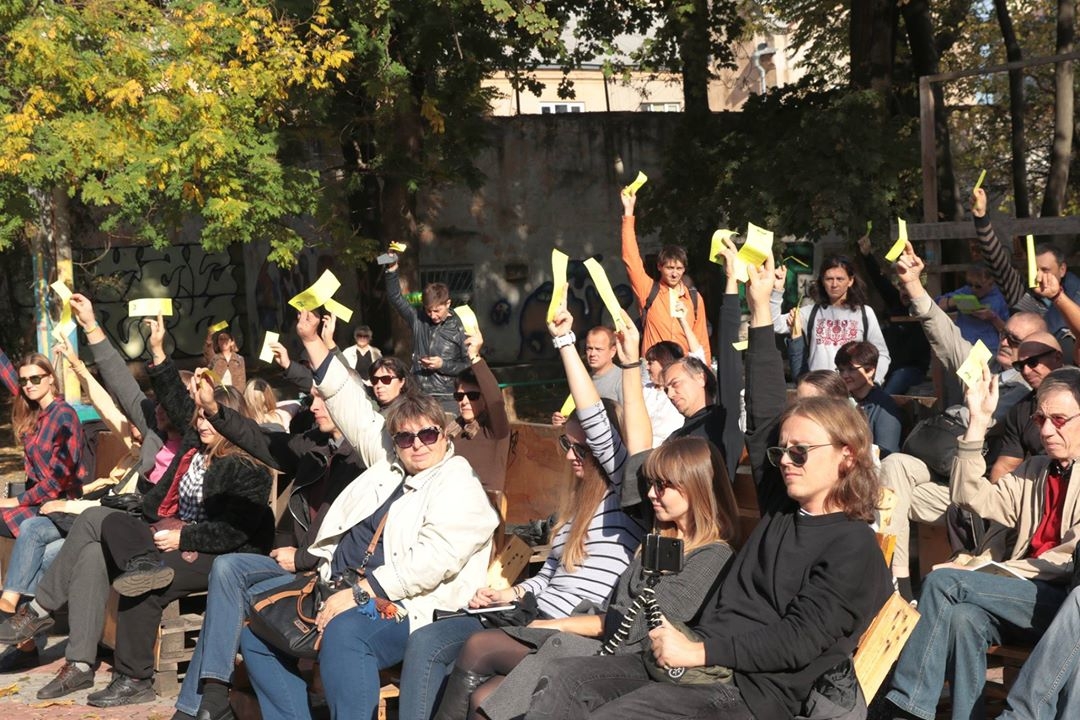
Збори одеситів у Літньому Театрі.

На сесію 31 жовтня 2018 року було подано депутатський запит від Ольги Квасніцької на викуп нерухомого майна Літнього театру з мотивів суспільної необхідності. На підтримку цього було проведено збори громади і видано доручення для депутатів. На зборах були присутні більше 100 одеситів.
Результати голосування: ЗА-12, НЕ ГОЛОСУВАЛО-37, утрималися-2. РІШЕННЯ НЕ ПРИЙНЯТО.
Була проведена зустріч з начальником Державної архітектурно-будівельної інспекції України. Він почув та прийняв вимоги щодо скасування дозволу на будівництво, проте він був звільнений з посади через 2 тижні.
Публічні консультації:
Перша — 4 березня 2018. Обговорювалися подальші дії щодо Літнього театру. Чи повинен він бути відкритий, які юридичні дії можна зробити.
Друга публічна консультація.